# Provincia de Aust-Agder
Aust-Agder (Agder Oriental) fue hasta 2020 una provincia de la región de Sørlandet, Noruega. Cuenta con 9157 km² de área y 115 785 habitantes según el censo de 2016. Tiene fronteras con las provincias de Telemark, Rogaland y Vest-Agder. Su capital fue Arendal.  Desde el 1 de enero de 2020, la provincia se fusionó con la provincia vecina de Vest-Agder y hoy se llama Provincia de Agder.

## Localidades (población estimada a 1 de enero de 2017)
- Åmli 682
- Arendal 43,084
- Birkeland 2,851
- Blakstad 3,010
- Byglandsfjord 366
- Bykle 258
- Eikeland 596
- Evje 2,462
- Gjerstad 289
- Grimstad 12,899
- Høvåg 322
- Hovden 392
- Jortveit 659
- Kilsund 707
- Lillesand 7,644
- Longum 268
- Myra 781
- Nesgrenda 246
- Risør 4,626
- Rykene 726
- Tvedestrand 2,503
- Valle 298

## Historia
Durante la época vikinga, el territorio actual de Aust-Agder formaba parte, junto con la provincia de Vest-Agder, del reino de Agder.

## Geografía
El condado, que se encuentra en la costa del estrecho Skagerrak, se extiende desde Gjernestangen, en Risør hasta Kvåsefjorden, en Lillesand. Las zonas internas de Aust-Agder incluyen los municipios de Setesdalsheiene y Austheiene. El 78 % de los habitantes del condado viven en los cinco municipios costeros: Arendal, Grimstad, Lillesand, Tvedestrand y Risør. El resto del municipio está escasamente poblado. El turismo es una importante fuente de ingresos de Aust-Agder.
El municipio incluye las islas de Tromøy, Justøya, y Sandoya. El interior de la provincia abarca el barrio tradicional de Setesdal, a través del cual fluye el río Otra, hacia la costa.

## Nombre
El significado del nombre es «Agder oriental», ya que aust es la forma en nynorsk de «este». Aust-Agder limita con Vest-Agder, «Agder occidental».
Hasta 1919, el condado se llamaba Nedenes, que recibió su nombre de la antigua granja Nedenes (en nórdico antiguo: Niðarnes). El primer elemento es el caso genitivo del nombre del río Nid (ahora llamado Nidelva), y el último elemento es nes, que significa «punta». El significado del nombre del río es desconocido.

## Escudo de armas
El escudo de armas data 1958, y muestra dos barras de oro sobre un fondo rojo. Simbolizan el comercio de la madera y la recuperación de mineral de hierro, que era importante para la economía de Aust-Agder.

## Municipios
Aust-Agder se divide en 15 municipios
| Rango | Nombre          | Población (2016) | Área (km²) | Mapa |
| ----- | --------------- | ---------------- | ---------- | ---- |
| 1     | Arendal         | 44 313           | 256        | Mapa |
| 2     | Grimstad        | 22 550           | 273        | Mapa |
| 3     | Lillesand       | 10 577           | 180        | Mapa |
| 4     | Risør           | 6920             | 179        | Mapa |
| 5     | Tvedestrand     | 6014             | 204        | Mapa |
| 6     | Froland         | 5618             | 605        | Mapa |
| 7     | Birkenes        | 5147             | 633        | Mapa |
| 8     | Evje og Hornnes | 3582             | 521        | Mapa |
| 9     | Gjerstad        | 2473             | 308        | Mapa |
| 10    | Vegårshei       | 2036             | 322        | Mapa |
| 11    | Åmli            | 1847             | 1068       | Mapa |
| 12    | Valle           | 1242             | 1135       | Mapa |
| 13    | Iveland         | 1317             | 250        | Mapa |
| 14    | Bygland         | 1204             | 1156       | Mapa |
| 15    | Bykle           | 945              | 1256       | Mapa |
| Total | Aust-Agder      | 115 785          | 9158       | Mapa |